# Crotalaria bernieri
Crotalaria bernieri är en ärtväxtart som beskrevs av Henri Ernest Baillon. Crotalaria bernieri ingår i släktet sunnhampor, och familjen ärtväxter. Inga underarter finns listade i Catalogue of Life.